# Alain Daniélou
 (novembre 2019).
Pour les articles homonymes, voir Daniélou.
Alain Daniélou - aussi appelé suivant son nom indien Shiva Sharan, le protégé de Shiva, littéralement « shiva-refuge », né le 4 octobre 1907 à Neuilly-sur-Seine (France) et mort le 27 janvier 1994 à Lonay (Suisse), est un indianiste et musicologue français.

## Biographie

### Enfance
Il est le fils de Charles Daniélou, homme politique breton, radical, maire de Locronan et plusieurs fois ministre, ami d'Aristide Briand, plutôt anticlérical. Sa mère Madeleine, appartenait à une vieille famille normande, et fut la fondatrice des institutions Sainte-Marie et d'une université libre de jeunes filles. Son frère Jean fut créé cardinal par le pape Paul VI. Alain, quant à lui, se tournera vers l'hindouisme. Il dit être « un enfant des fées » voulant dire par là qu'il ne se sent pas appartenir à son milieu — dans lequel il considère être né par hasard — et qu'il se sent étranger à son milieu d'origine, et ce d'autant plus qu'il est homosexuel. De santé fragile, Daniélou n'est pas ou peu scolarisé et suit une formation d'autodidacte complétée par un séjour dans un collège américain en 1926 : le St. John's College (en) à Annapolis dans le Maryland. Cette première expérience à l'étranger lui plait et il est bien intégré sur le campus où il passe pour le jeune Français artiste qui compose des poèmes, dessine, peint... Il en retire aussi un goût pour la langue anglaise qu'il traduira, et dans laquelle il traduira plus tard différents ouvrages classiques indiens comme Le roman de l'anneau, sous le titre The Ankle bracelet.

### La musique
Daniélou reçoit une excellente éducation musicale, débutant dès l'âge de douze ans l'étude du piano. En tant qu'autodidacte pour cet instrument, il a une approche singulière de la musique, qui le situe tout de suite dans une interprétation personnelle des compositions : « Je n'ai jamais entendu un pianiste et je ne reçus de personne le moindre conseil. Ma compréhension de la musique resta une expérience strictement personnelle. La musique était une chose vivante : une projection émotive de moi-même ». Plus tard il étudie le chant avec le chanteur lyrique Charles Panzéra, et la composition avec Max d'Ollone. Il s'intéresse également très tôt aux musiques extra-européennes et reçoit, en 1929, une bourse pour l'étude de la musique traditionnelle algérienne.
De 1927 à 1932, il fréquente l'intelligentsia parisienne : Jean Cocteau, Max Jacob, Serge de Diaghilev, Igor Stravinsky, Henri Sauguet, Nicolas Nabokov et bien d'autres. De ces années, Jean Marais témoigne : « Alain Daniélou sans le savoir a marqué ma vie (...) c'était quelqu'un pour moi de fantastique (...), quelqu'un qu'on avait envie d'écouter ».

### L'Inde
Dès 1932, il fait de nombreux séjours en Inde, se liant avec Rabîndranâth Tagore qui lui propose de devenir directeur du département musical de son école de Santiniketan. Cette rencontre est une première porte vers le monde lettré indien. Daniélou gardera un lien avec le poète ; il adapta plusieurs de ses mélodies pour le piano, et traduisit ces mêmes chants du bengali en français et en anglais.

#### Bénarès
En 1937, il s'installe à Vârânasî où il étudie la vînâ, six ans durant, avec le guru Shivendranâth Basu, mais aussi le sanskrit ainsi que le hindî, langue qu'il maîtrisera parfaitement. C'est dans le palais Rewan Kôthi que Daniélou commence son apprentissage approfondi de l'Inde. Bâti sur les ghat au bord du Gange, ce palais ancien est à louer pour une somme modique. Alain et son compagnon Raymond Burnier le louent, pensant d'abord à un court séjour. En fait, ils y resteront plus de quinze ans. Cette installation leur apparaît comme une évidence. Daniélou évoquera plus tard l'effet de la ville sacrée sur le voyageur de passage : « Si vous voulez connaître votre caractère point n’est besoin d’un astrologue. Il vous suffit d’aller à Bénarès. Trouvez-vous l’endroit dégoûtant, l’atmosphère irrespirable, vous vous trouvez mal devant les foyers funéraires, c’est que vous êtes un esprit bourgeois rangé, peu adaptable, voyager ne vous apprendra rien ; si vous trouvez Bénarès mystique ou sublime, si les mendiants vous semblent des saints, et si vous vous précipitez à la société théosophique pour revêtir un costume de bure prudemment désinfecté de tout microbe de lèpre ou de typhus, vous êtes sentimental, instable et socialiste, dans la mesure où vous possédez des revenus qui vous permettent de vivre sans travailler. »
Cette installation inopinée à Vârânasî marque le début, dans de nombreux domaines, d'une formation à l'indienne selon l'approche traditionnelle : « Bénarès est le cœur du monde hindou. C’est une ville sacrée où vivent cachés les grands lettrés et où se réunissent les moines errants qui transmettent les traditions d’une civilisation multimillénaire ».

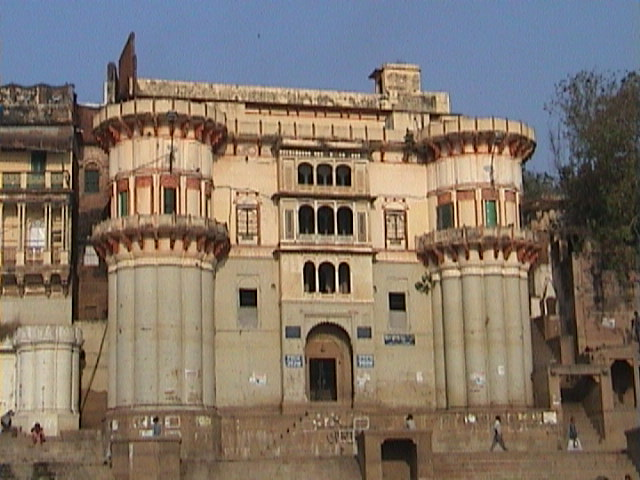
Le palais Rewan Kothi, sur le Rewa Ghat à Varanasi.

L'apprentissage de la vînâ est long et difficile, et il implique une disponibilité et souplesse : il faut se rendre chez le maître au moment propice de la journée ou de la nuit à laquelle le râga appris doit être joué, mais aussi accepter de travailler sans relâche et sans auditeurs. Ainsi Daniélou rapporte-t-il dans ses mémoires que Shivendranâth Basu lui aurait intimé l'ordre de ne pas jouer devant lui : « Tu me ruinerais les oreilles, je ne pourrais le supporter ». Ce n'est qu'au bout de deux ans qu'il sera autorisé à jouer devant le maître. Parallèlement, l'apprentissage du hindi devient le quotidien de Daniélou qui s'interdit de parler une autre langue dans le palais de Rewan Kothi, où lui et Raymond Burnier habitent.
En 1945, il est nommé directeur adjoint du Collège de Musique de l'université hindoue de Bénarès. Il commence alors à collecter des copies de manuscrits sanskrits sur la théorie musicale, une collection aujourd'hui hébergée par la Fondation Giorgio Cini à Venise. Une importante correspondance avec le Visva Bharati, université créée par Tagore, atteste de ces travaux de notation, de théorie musicale et d'harmonisation des chansons du poète.
C'est à Bénarès aussi qu'il fait la connaissance du samnyâsin Swami Karpatri qui lui fait découvrir l'hindouisme shivaïte. Cet enseignement capital a influencé ses œuvres majeures telles que Mythes et dieux de l'Inde, La fantaisie des dieux et l'aventure humaine, ou encore Les quatre sens de la vie.

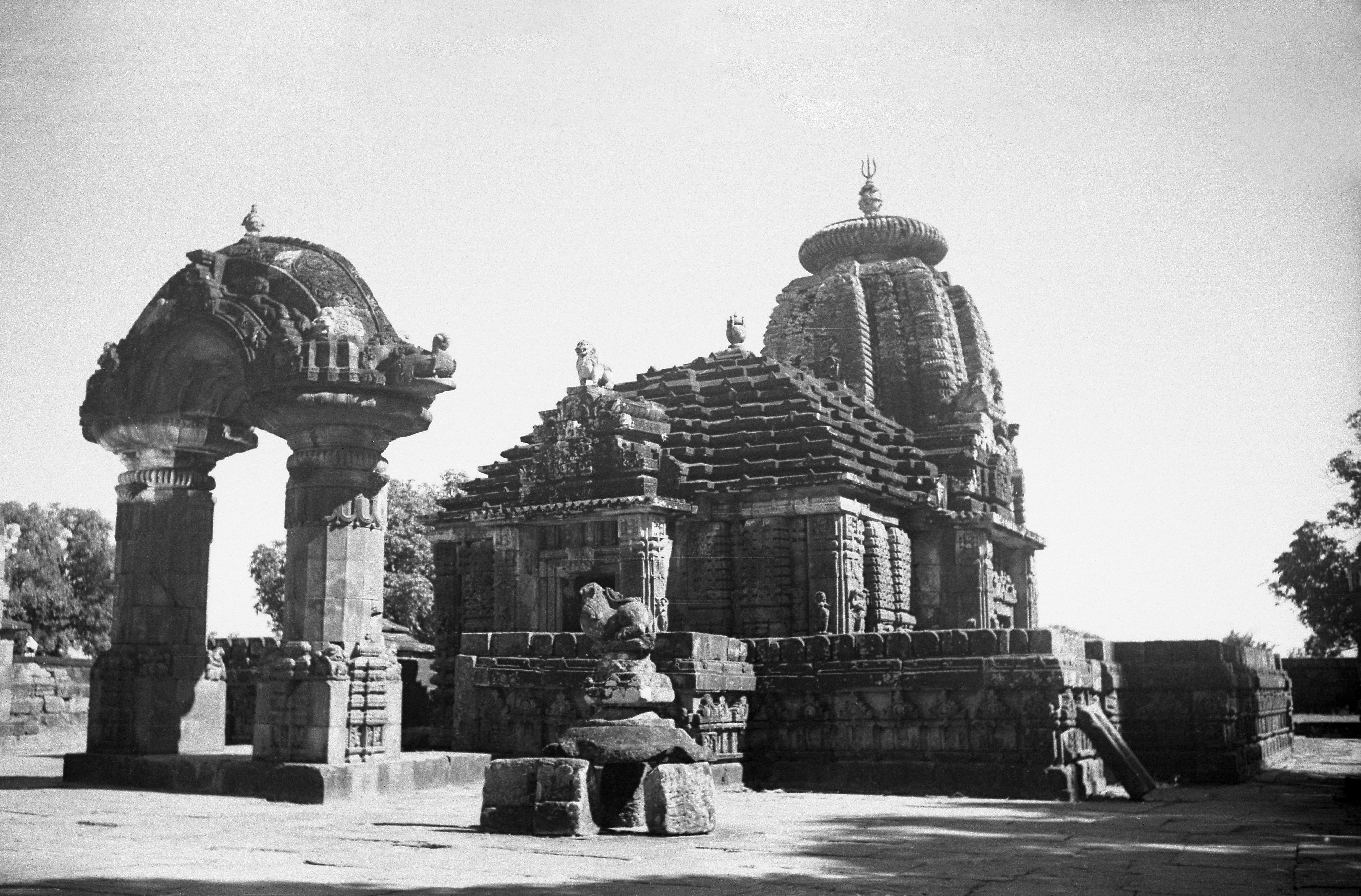
(Bhubaneswar, Inde). Photographie de Raymond Burnier.

Il fait aussi plusieurs voyages à Khajurâho, Bhûvaneshwar, Konârak, en compagnie de son compagnon photographe suisse Raymond Burnier, pour enrichir sa connaissance de l'architecture et de la sculpture indiennes médiévales, voyages au cours desquels il amasse une importante documentation iconographique. Cette documentation donnera lieu à différents ouvrages tels que Visages de l'Inde médiévale, Le Temple hindou, L'érotisme divinisé ou encore L'inde traditionnelle.
Sympathisant des indépendantistes indiens, les combattants pour la liberté, il fréquente la famille Nehru.

#### Madras / Chennai
Après dix-sept années passées à Bénarès, il s'installe à Madras en 1954 et occupe durant deux ans le poste de directeur de la bibliothèque de manuscrits et des éditions sanskrites d'Adyar. Deux ans plus tard, il intègre le département d'indologie de l'Institut français de Pondichéry et de l'École française d'Extrême-Orient. Il se procure alors l'un des premiers magnétophones Nagra à manivelle et commence une collecte des musiques traditionnelles en Inde mais aussi au Cambodge, au Laos, en Iran, en Afghanistan, au Japon. Il fait bientôt paraître la première anthologie de musique classique indienne où figure, en particulier, Ravi Shankar et Ali Akbar Khan en duo.

### Retour en Europe
Dans les années 1960, il rentre en Europe et fonde les Instituts de musique comparée de Berlin (1963) et de Venise (1969). Il organise des concerts pour faire découvrir au public occidental les grands musiciens de l'Asie et publie, sous l'égide de l'Unesco, des collections de disques de musiques traditionnelles . C'est grâce à lui que l'on découvre en Occident le kathakali. Il rédige aussi des ouvrages de référence comme Mythes et Dieux de l'Inde, Le Polythéisme hindou, Les Quatre Sens de la Vie, Musique de l'Inde du Nord, Sémantique musicale, Visages de l'Inde Médiévale, Le Temple hindou, La Sculpture érotique hindoue, L'Érotisme divinisé, une histoire de l'Inde et un livre sur le yoga, touchant à tous les aspects de la vie indienne.
Il est aussi consultant pour la musique sur le documentaire Inde, terre mère de Roberto Rossellini et le film Le Fleuve de Jean Renoir dont l'action se situe en Inde.
Officier de la Légion d'honneur, officier de l'ordre national du Mérite et commandeur des Arts et des Lettres, Daniélou reçoit aussi en 1981 des mains de Yehudi Menuhin le prix CIM-UNESCO de la Musique, puis en 1987, la médaille Kathmandu de l'Unesco. Le 19 octobre 1987, une soirée de gala est organisée à l'Espace Cardin en l'honneur de ses quatre-vingts ans, avec la participation exceptionnelle de Mady Mesplé. En 1991, l'Académie nationale indienne de musique et danse le nomme membre associé. Il meurt à Lonay (Suisse) le 27 janvier 1994,,,.
Son œuvre est traduite en douze langues dans plus de dix-huit pays.

## Polémique
- Si vous ne connaissez pas le sujet, laissez ce bandeau (vous pouvez alors contacter les auteurs).
- Si vous supprimez le contenu mis en cause (vous pouvez préalablement contacter les auteurs),

argumentez précisément cette suppression dans la page de discussion
(un manque de référence n'est pas un argument ; une recherche réelle de référence doit avoir été effectuée, être formellement documentée).
Les considérations de Daniélou sur la tradition hindoue seraient en désaccord avec ce que la communauté des indianistes considère comme établi. Ainsi, Daniélou critique une conception assez répandue de la réincarnation basée sur l’idée d’un moi transmigrant, liée à des théories ésotériques occidentales modernes plus qu'à l’héritage indien, dans lequel le sujet de la réincarnation — indissociable de la question du karma — s'avère particulièrement complexe et varie selon les différents courants (premières upanishad, bouddhisme, hindouisme classique et post-classique). Il affirme ainsi : « La théorie de la réincarnation, qui veut croire à la pérennité du moi, cherche à remplacer les stades de l'évolution d'une lignée par les aventures d'un être individuel errant d'espèce en espèce (…) La migration du Lingä-sharirä est envisagée seulement comme un phénomène de transmission héréditaire et non comme une réincarnation qui représente un vagabondage de l'individualité à travers les corps les plus divers. La théorie de la réincarnation, telle qu'elle apparait dans l'Hindouisme tardif, ne fait partie ni de l'ancien shivaïsme, ni du védisme. Elle provient du Jaïnisme qui l'a transmise au Bouddhisme puis à l'Hindouisme moderne. » .
D'une manière générale, Daniélou adhère à la doctrine indienne des cycles de progression et de régression, ce qui le conduit à refuser les dates généralement admises par tous les autres indianistes. Ses datations sont généralement beaucoup plus anciennes qu'habituellement et parfois il place les périodes de la civilisation hindoue à des dates si reculées, qu'il n'y a plus aucun vestige archéologique qui puisse attester ses affirmations. Pour Daniélou, le progrès n’est pas un phénomène continu et l’histoire de l’homme ne présente pas une évolution régulière, mais plutôt une dynamique d’alternances — c’est-à-dire de développements et de régressions — qui permet de penser que les civilisations dites « primitives » puissent avoir eu une splendeur culturelle même supérieure aux expressions les plus hautes de notre civilisation.
Se basant sur la cosmologie puranique qu’il relève, entre autres, dans son livre La Fantaisie des dieux et l'Aventure humaine, il avance la thèse sur l’existence de plusieurs humanités pour réfuter le créationnisme et la vision anthropocentrique du cosmos, en ajoutant une critique de la violence humaine qui est la seule à dépasser les limites de l’équilibre naturel. Sa référence à l’irresponsabilité humaine qui provoque une réaction destructrice de l’ordre cosmique supérieur est, en fait, une métaphore pour décentrer l’homme et mettre fin aux croyances sur l’humanité comme race élue comme couronne de l’évolution. Il défend également la doctrine des castes dans une perspective traditionnelle aujourd'hui remise en cause par certains hindous influencés par les doctrines occidentales.
Daniélou adopta certaines positions de l'hindouisme le plus radical défendant vigoureusement le système des castes et s’insurgeait contre l’interdiction de l’infanticide des filles à la naissance : « Une grande importance était attachée à la naissance d'enfants mâles, et l'infanticide des filles était largement pratiqué. Cet usage, général dans l’Inde, empêchait l’inflation démographique. Quand, plus tard, les Anglais l’interdirent ce fut l’une des causes de l’appauvrissement et de la misère de l’Inde  ». Il prit aussi la défense de la pratique du sati « où l'épouse se brûle vivante sur le bûcher de son époux mort », les sacrifices humains, etc. Il a critiqué aussi très violemment l'islam et le bouddhisme.
Sa pensée ne correspondrait donc pas aux normes scientifiques établies par la communauté internationale des indianistes en l'état de leurs connaissances actuelles. En effet les indianistes seraient tributaires de leurs schémas mentaux (occidentaux donc) et des textes qui leur parviennent. A. Daniélou pour sa part, aurait suivi une autre démarche, à savoir transmettre ce que certains des guides spirituels les plus reconnus de l'Inde lui avaient transmis et ce, dans une perspective religieuse,.
Daniélou ne se considérait ni indianiste ni hindou et encore moins scientifique ou universitaire. Il précisait toujours qu'il se voyait comme un témoin qui avait eu la chance, comme une personne transportée au temps des pharaons, de vivre complètement intégré pendant de nombreuses années dans la société orthodoxe de Bénarès. Il se considérait comme mandaté pour rapporter à l'Occident ce qu'il avait vu, entendu, compris de la philosophie de cette grande civilisation ainsi que les points de vue des Pandits traditionnels peu accessibles aux indianistes occidentaux,. Cette partie de son œuvre a néanmoins été attaquée dans L'Hindouisme traditionnel et l'imposture d'Alain Daniélou, de Jean-Louis Gabin, qui fut pendant dix ans un proche collaborateur de Daniélou . Dans une interview  au Nouvel Obs, Gabin déclare : « En 2004, Histoire de l'Inde de Daniélou est publiée aux États-Unis, et je vais en porter des exemplaires à d'anciens disciples de Swami Karpatri, dont le Mahant Veer Bhadra Mishrat (en), le grand prêtre du temple Sankat Mochan, un proche du Shankarâshârya, premier président du Ram Rajya Parishad [le Conseil du Royaume de Râma], le parti fondé par Swami Karpatri. Il me rappelle, horrifié : "Il y a une erreur épouvantable..." Gravissime, en effet, Daniélou faisait de Swami Karpatri le fondateur du Jana Sangh [l'Assemblée du Peuple], un parti ultranationaliste, émanation du RSS [le Rashtriya Swayam Sevak Sang, "Association des Volontaires nationaux"] qu'il avait combattu toute sa vie ! Des gens qui n'ont jamais caché qu'ils aimeraient faire aux musulmans ce que les nazis ont fait aux juifs. À Bénarès, dans mon quartier, le chef des jeunes du RSS se faisait appeler Hitler... ».
À l’inverse, selon l'essayiste d'extrême droite Christian Bouchet « [e]n Europe de l’Ouest, son œuvre mérite sans doute d’être mieux connue car elle est de nature à ouvrir de multiples voies de réflexion au mouvement traditionaliste. ».

## Jugements
Selon l'indianiste Klaus Karttunen, « [b]ien qu'il soit considéré comme un érudit [scholar], Daniélou avait des opinions personnelles bien arrêtées. Il se considérait comme un hindou extrémiste et critiquait en conséquence l'islam, le bouddhisme et Gandhi. La meilleure partie de son œuvre réside dans la musicologie — il a également beaucoup contribué à faire connaître la musique indienne en Occident et a collaboré avec Yehudi Menuhin et Ravi Shankar. Ses traductions sont très libres et pas vraiment exactes. »

## Œuvres

### Histoire et société
- Histoire de l'Inde, Paris, Fayard, 1971, 1985,  (ISBN 2-213-01254-7).
- Visage de l'Inde médiévale, Photographies de Raymond Burnier, Paris, Hermann, 1985,  (ISBN 2-705-66018-6).
- Les Quatre Sens de la Vie et la structure sociale de l’Inde traditionnelle, Paris, Librairie Académique Perrin, 1963 — Nouvelle édition revue, Paris, Buchet-Chastel, 1976 puis 1984; Monaco, Éd. du Rocher, 1992, puis 2000  (ISBN 2-268-01403-7)
- La Civilisation des différences, préface de Jean-Louis Gabin, Paris-Pondicherry, Kailash, Coll. « Les Cahiers du Mleccha », Vol. II, 2003,  (ISBN 2-84268-097-9)

### Philosophie et religion
- Yoga, Méthode de réintégration, édition de L’Arche, 1951, rééd. 1973, 1983  (ISBN 2-851-81022-7) [1re éd. avec les textes sanskrits, les 2e et 3e avec une nouvelle préface, mais sans les textes sanskrits]
- Shiva et Dionysos, La Religion de la Nature et de l’Eros, de la préhistoire à l’avenir, Paris, Fayard, 1979, 1991  (ISBN 2-213-01762-X)
- La Fantaisie des Dieux et l’Aventure Humaine, nature et destin du monde dans la tradition Shivaïte, Monaco, Éd. du Rocher, 1985, 1996,  (ISBN 2-268-01323-5). Rééd. sous le titre Le Destin du monde d’après la tradition shivaïte, Paris, Albin Michel, coll. « Espaces libres », 1992  (ISBN 2-226-05971-7)
- Le Phallus, Paris, Pardès, coll. « Bibliothèque des Symboles », 1993  (ISBN 2-867-14115-X)
- Mythes et Dieux de L'Inde. Le polythéisme hindou, Monaco, Éd. du Rocher, 1992, 1994  (ISBN 2-268-01320-0). Rééd. Flammarion, coll. « Champs », 2009
- Le Temple hindou : Centre magique du monde, Photographies de Raymond Burnier, Paris, Buchet-Chastel, 1977
- L'érotisme divinisé, Paris, Buchet-Chastel, 1962,  (ISBN 2-268-04392-4); Rééd. La sculpture érotique hindoue, 1973,  (ISBN 2-402-62376-4), réédité en association avec l’ouvrage Le temple hindou sous le titre L'érotisme divinisé, Architecture et sculpture du temple hindou, préface de Jean-Louis Gabin; photographies de Raymond Burnier, Monaco, Éd. du Rocher, 2002,  (ISBN 978-2-268-04392-0),
- (it) La Corrispondenza Fra Alain Daniélou e René Guénon (1947-1950), « Correspondance entre Alain Daniélou et René Guénon », Florence, Ed. Leo S. Olschki, 2002,  (ISBN 88-222-5099-0)
- Shivaïsme et Tradition primordiale, préface de Jean-Louis Gabin, Paris-Pondichéry, Kailash, 2004  (ISBN 2-84268-103-7)
- Approche de l’hindouisme, introd. et postface de Jean-Louis Gabin, Paris-Pondichéry, Kailash, 2004 (ISBN 2-84268-111-8)
- Yoga, Kâma, le corps est un temple, préface de Jean-Louis Gabin, Paris-Pondichéry, éditions Kailash, coll. « Les Cahiers du Mleccha », Vol. V, 2006,  (ISBN 2-84268-126-6)

### Musique
- Sémantique Musicale. Essai de psychophysiologie auditive, Préface de Fritz Winckel, Paris, Hermann, 1967, 1978  (ISBN 2-705-61334-X). Nouvelle édition complétée, avec une introduction de Françoise Escal, Paris, Hermann, 1987, 1993, 2007.
- Traité de musicologie comparée, Paris, Hermann, 1959, 1993  (ISBN 2-705-61265-3). (Version traduite et modifiée de (en) A. Daniélou, Introduction to the Study of Musical Scales, London, The India Society, 1941 [Lire en ligne la version en anglais (page consultée le 3 janvier 2024)])
- Trois Chansons de Rabîndranâth Tagore, Texte bengali, trad. française et anglaise, notation musicale et accompagnement pour piano par A. Daniélou, éditions Ricordi, France, 1961. Repris dans Poèmes chantés – Rabindranath Tagore [V. ci-dessous].
- La Musique de l’Inde du Nord, Paris, Buchet-Chastel, coll. « Les Traditions Musicales », 1966, 1985  (ISBN 2-851-94383-9). Nouvelle édition avec ill., Saint-Clément, Fata Morgana, 1995.
- Tableau Comparatif des Intervalles Musicaux, avec ill., Pondichéry, Institut Français d’Indologie, no 8, 1958.
- La Musique du Laos et du Cambodge, Pondichéry, Institut Français d’Indologie no 9, 1957. Avec illustrations.
- Textes des Purâna sur la théorie musicale, (Avec textes sanskrits), Vol. I, par A. Daniélou et N.R. Bhatt, Pondichéry, Institut Français d’Indologie no 11, 1959, 1987. .
- Le Gitalamkara. L’ouvrage original de Bharata sur la Musique, Texte sanskrit et trad. française, notes et introduction par A. Daniélou et N.R. Bhatt, Pondichéry, Institut Français d’Indologie no 16, 1959, 1987.
- Bharata Nâtyam, Danse classique de l’Inde, (Nandikeshvara (en)), Traduit du sanskrit par A. Daniélou, avec ill., Berlin, Institut International d’Études Comparatives de la Musique, 1970.
- La Situation de la musique et des musiciens dans les pays d’Orient. La musique et sa communication (en collaboration avec Jacques Brunet), Florence, éditions Léo S. Olschki, 1971 /  Conseil International de la Musique (Unesco), Série « Musique et Communication », vol. 2,
- Kathakali. Le théâtre dansé de l’Inde, A Daniélou et Kapila Vatsyayan, trad. de Pierre Landy, Berlin, Institut International d’Études Comparatives de la Musique, 1968 avec illustrations.
- Origines et pouvoirs de la musique, préface de Jean-Louis Gabin, Paris-Pondichéry, Kailash, coll. « Les Cahiers du Mleccha », Vol. I, 2003,  (ISBN 2-842-68090-1)
- Poèmes chantés - Rabîndranâth Tagore (Édition trilingue: français, anglais, bengali) présentés, traduits et adaptés par A. Daniélou, préface de Georgette David, Paris, Michel de Maule, 2005 (ISBN 2-876-23147-6) .
- Dhrupad. Poèmes classiques et thèmes d’improvisation des principaux râgas de la musique de l’Inde du Nord, notés et traduits du vrajä Bhâshâ, du panjabi, du hindi et du pûrvi par A. Daniélou, notations musicales, Mont-de-Marsan, Les Cahier des Brisants / Nulle Part 1986,  (ISBN 2-905-39545-1), .
- Quatre danses d’Alain, compositions d’A. Daniélou et Sylvano Bussotti (années 1930 – années 1990), introd. (anglais) de Jacques Cloarec, notes (italien) de Sylvano Bussootti, Rome, Éd. Bussotti Opéra Ballet, 1995

### Traductions
- Prince Ilangô Adigal, Le Roman de l’Anneau (Shilappadikâram), trad. du tamoul ancien avec la collaboration de R.S. Desikan, Paris, Gallimard, « Connaissance de l’Orient – Collection Unesco d’œuvres représentatives », 1961,  (ISBN 2-08-066067-5), rééd. livre de poche, Gallimard, 1990  (ISBN 2-070-72064-0)
- Trois Pièces de théâtre de Harsha, VIIe siècle, trad. et adapté du sanskrit par A. Daniélou, Paris, Buchet-Chastel, 1977.
- Le Shiva-Svarodaya. La naissance du Souffle de Vie révélé par le dieu Shiva. Ancien Traité de Présages et Prémonitions d’après le souffle vital, préface de Jean Varenne, trad. du sanskrit par A. Daniélou, Milan, Arché, 1982.
- Manimékhalaï ou le scandale de la vertu, du prince-marchand Shattam, trad. du tamoul ancien et préfacé par A. Daniélou, avec le concours de T.V. Gopala Iyer, Paris, Flammarion, 1987 (ISBN 2-08-066067-5), Paris-Pondichéry, Kailash, 2008  (ISBN 978-2-842-68163-0)
- Kâma Sûtra, Le Bréviaire de l’amour.Traité d’érotisme de Vâtsyâyana, Monaco, Éd. du Rocher, 1992, 2003 (ISBN 2-268-01318-9). Rééd. Flammarion, coll. « GF », 1998 / [Traduction intégrale du texte sanskrit de Vâtsyâyana, du premier commentaire Jayamangalâ de Yashodara et d’une partie du commentaire moderne en hindi de Devadatta Shâstri].
- Swami Karpatri, Le Mystère du Culte du Linga, Paris, Éd. du Relié, 1993,  (ISBN 2-909698-03-3), Écrits Fondamentaux de Swami Karpatri traduits du hindi et commentés par A. Daniélou.

### Contes
- Les Contes du labyrinthe, Monaco, Éd. du Rocher, coll. « Alphée », 1990,  (ISBN 2-268-00935-1)
- Les fous de Dieu. Contes gangétiques, Paris, Buchet-Chastel, 1975. Nouvelle édition sous le titre Le Bétail des Dieux et autres contes gangétiques, Paris, Buchet-Chastel, 1983 et Monaco, Éd. du Rocher, 1994 (ISBN 2-268-01679-X)

### Ouvrage autobiographiques
- Le Tour du Monde en 1936. Reportages et articles publiés entre le 5 septembre 1936 et le 9 juillet 1937, Paris, Flammarion, 1987  (ISBN 2-08-066059-4) — Avec 103 dessins d’Alain Daniélou esquissés durant son tour du monde, préface d’Anne Prunet, postface de Jacques Cloarec, Monaco, Éd. du Rocher, 2007 (ISBN 978-2-268-06383-6)
- L’Inde traditionnelle. Alain Daniélou et Raymond Burnier. Photographies 1935-1955, et commentaires d'Alain Daniélou, préface de Jean-Louis Gabin, Paris, Fayard, 2002,  (ISBN 2-213-61437-7)
- Le Chemin du Labyrinthe, Souvenirs d’Orient et d’Occident, Paris, Laffont, Coll. « Vécu », 1981,  (ISBN 2-268-01517-3); nouvelle édition augmentée, Monaco, Éd. du Rocher, 1993, puis Lausanne, L’Âge d’Homme, 2015 (ISBN 978-2-825-14339-1)